# Partición de la comunidad hereditaria
La partición de la comunidad hereditaria es, como su nombre lo indica, la causa de cesación de la comunidad hereditaria producida por la pluralidad de herederos; mediante la atribución a cada uno de ellos de bienes singulares o porciones indivisas de bienes concretos en pago o satisfacción de sus respectivas cuotas hereditarias.
Con anterioridad a la partición, los coherederos no tienen una titularidad sobre bienes concretos de la herencia, sino sobre una cuota abstracta de la partición, pudiendo disponer libremente sobre la cuota ideal, no así sobre las singulares partículas activas que integran el contenido de la herencia. 
Cualquiera de los coherederos puede instar la división de la herencia sin límites de tiempo, en aras de dar término a la situación antijurídica que representa la comunidad hereditaria; aunque es posible que todos los coherederos de común acuerdo decidan mantener la indivisión.
La imprescriptibilidad de la acción para pedir la partición ha merecido real consagración normativa. La reconoció el artículo 1 965 del Código Civil español, el artículo 1768 del Código Civil de los Estados Unidos Mexicanos para todo el territorio nacional, el artículo 3460 del Código Civil de la República Argentina, el artículo 1067 del Código Civil de Venezuela, el artículo 1317 del Código Civil de Chile, el artículo 1233 del Código Civil de Bolivia, el artículo 1115 del Código Civil de Uruguay. Los inconvenientes generados en el seno de la situación de comunidad, sobre todo las limitaciones propias impuestas por el disfrute en común de todos los partícipes son razones más que justificadas para admitir la imprescriptibilidad de la acción de partición. 
Algunos ordenamientos jurídicos admiten, no obstante, que el testador pueda imponer la indivisión durante cierto tiempo, por razones justificadas, dejando siempre a salvo las legítimas. El Código Civil de Venezuela regula la facultad del testador de prohibir la partición de la herencia cuando alguno de los herederos instituidos sea menor de edad, fijando en un año el límite de la indivisión, después que este haya alcanzado la mayoría de edad. 
En otras legislaciones como la cubana la minoría de edad no constituye un impedimento para la realización de la partición, supliéndose la incapacidad en la forma regulada en el Código de Familia cubano, tal y como ordena el artículo 32 del Código Civil cubano. La patria potestad corresponde a los padres, pero en el caso frecuente de que estos también estén interesados en la herencia, la representación corresponde al fiscal. Ni siquiera la existencia de herederos concebidos pero no nacidos suspende la partición en este ordenamiento jurídico, pudiéndose realizar en tales circunstancias, con el solo requerimiento impuesto por el artículo 535. 2 del referido cuerpo legal, consistente en reservar la porción correspondiente al nasciturus.

## Naturaleza jurídica de la partición de la herencia
Para el Derecho romano, sustrato del carácter de la comunidad hereditaria en Roma caracterizada por ser una comunidad pro parte pro indiviso, en la que cada heredero es titular de una cuota del ius hereditatis; en virtud de la partición cada coheredero adquiría la propiedad exclusiva de la cosa a él asignada, mediante la transmisión que de los derechos sobre cada uno de los bienes de su parte recibía de los demás. La partición, según la concepción romana, tenía un efecto constitutivo del derecho de propiedad, eficaz por medio de una serie de permutas o trueques recíprocos de partes indivisas sobre cada bien hereditario. 
El Code proclamó, en cambio, en el artículo 883, el carácter declarativo de la partición, ordenando que cada coheredero se reputa haber sucedido solo e inmediatamente en todos los bienes comprendidos en su lote, y no haber ostentado jamás la propiedad de los otros bienes de la sucesión. Luego entonces, en armonía con este enfoque, la partición no inviste a los coherederos como propietarios, declara meramente una propiedad preexistente, es decir, el coheredero, se entiende que siempre ha sido propietario de las cosas que le han sido asignadas desde el momento de la apertura de la sucesión y, por tanto, que nunca lo ha sido de las demás. 
El carácter declarativo de la partición se difundió posteriormente por Europa y Latinoamérica, lo consagró el Códice de 1865, reproducido en el vigente de 1942 (artículo 757), así como los Códigos Civiles de Venezuela (artículo 1.116), la República Oriental de Uruguay (artículo 1.151) y Argentina (artículo 3.503), entre otros. Las dificultades que suscita la naturaleza declarativa de la partición se centran en la retroactividad de la declaración al instante de la apertura de la sucesión, que deriva la transmisión de la propiedad al momento mismo de la sucesión. 
En estos términos, los efectos retroactivos de la partición han tratado de ser explicados desde diversos puntos de vista, a través de la estimación de una ficción legal, es la ley quien entiende adquirida la propiedad sobre los bienes concretos que han sido atribuidos en pago de los lotes hereditarios desde la apertura de la sucesión; o del juego de las condiciones resolutoria y suspensiva.
Ni la ficción ni la condición explican la eficacia retroactiva de la partición. La conditio facti es un elemento accidental del negocio jurídico, que pueden las partes incorporar con carácter obligatorio. Esta incorporación supone previamente una delimitación de los bienes sujetos a condición, suspensiva o resolutoria; y esto solo se advierte al concluir las operaciones particionales, que es cuando las supuestas condiciones se cumplen. 
Partición es sinónimo de división, operación de separar un todo en cierto número de partes, extraída esta definición al ámbito sucesorio, se verá como la separación o el repartimiento consiste en bienes concretos de la herencia. La atribución de los bienes en propiedad o copropiedad no es, sin embargo, resultado de la partición; es solo consecuencia de la sucesión, ya legal, ya voluntaria. En virtud del acto particional no se transmiten ni declaran derechos sobre las cuotas hereditarias, estos simplemente mutan, se transforman de abstractos en concretos, de la titularidad sobre una cuota indivisa los coherederos pasan a ostentar una titularidad sobre bienes concretos y determinados.
El artículo 1.068 del Código Civil español, el cual prima facie puede considerarse decidido por la naturaleza traslativa; aunque la doctrina y la jurisprudencia españolas han vacilado en imputarle este carácter. Entre los comentaristas del Código Civil español partidario de la naturaleza traslativa de la partición hereditaria destaca Manresa, quien nos ilustra el tema de la siguiente manera: “Si a una sucesión son llamados dos herederos A. y B., y quedan dos fincas, una huerta y un olivar, cada una de estas fincas pertenecen en su totalidad a ambos herederos. La entidad propietaria está representada por A. y por B. sus derechos sobre la huerta, con lo que se evidencia que exista una nueva transmisión y adquisición distinta y separada de la primera, que por causa de muerte tuvo lugar del causante a sus herederos, y así A. tiene en la división por transmitente inmediato a B., y B. a A. Simula el acto una verdadera permuta”, concluyendo más tarde, “en realidad la partición de la herencia envuelve un acto de traslación de la propiedad”.
Esta concepción, a tono con la noción que de la partición de la herencia se hicieran en su día los romanos, fue severamente atacada, entre otras razones porque los derechos hereditarios no se adquieren con el acto particional, sino con la apertura de la sucesión. Tampoco se trata de un acto declarativo de derechos preexistentes, MARTÍN LÓPEZ fue quien diferenció entre los términos declarativo y determinativo, llegando a la conclusión de que la partición hereditaria tanto por su carácter como por sus efectos es determinativa o especificativa de derecho. “La partición no da ni quita, puesto que no origina derecho, tampoco le declara; para ello sería preciso que se limitase a reconocerle sin alterarle, y su misión es bien distinta, puesto que le trasforma”.
Sigue esta orientación Vallet de Goytisolo, para quien la partición pone fin a la comunidad hereditaria, con una naturaleza y eficacia determinativa, al transformar la cuota indivisa de cada coheredero por bienes concretos y determinados. 
La subrogación de los coherederos en las relaciones jurídicas transmisibles del de cuius se produce desde el fallecimiento de este y consiguiente apertura de la sucesión, solo que en este momento no se ha determinado aún cuáles serán los bienes concretos en los que sucederá, individualmente, cada comunero, lo que acontece tras la partición de la herencia.

## Personas que pueden pedir la partición
Teniendo por objeto la partición hereditaria la extinción de la comunidad nacida entre los coherederos desde el inicio de la apertura de la sucesión, huelga aceptar que sean ellos, en primer lugar, los legitimados para el ejercicio de la acción de partición. 
No obstante surgen dificultades presentadas en la hipótesis de que uno de los herederos hubiera sido instituido bajo condición suspensiva y no sus coherederos, supuesto para el cual dispuso el artículo 1.054 del Código Civil español que “los herederos bajo condición no podrán pedir la partición hasta que aquélla se cumpla. Pero podrán pedirla los otros coherederos, asegurando competentemente el derecho de los primeros para el caso de cumplirse la condición; y hasta saberse que ésta ha faltado o no puede ya verificarse, se entenderá provisional la partición”.
Consecuencia similar fue prevista por el Código Civil de Argentina (artículo 3458), que igualmente vedó a los herederos bajo condición de la acción de partición, a menos hasta que la condición no fuese cumplida. Uruguay y Bolivia también establecen la prohibición, sosteniendo acertadamente que la pendencia de la condición es un estado de incertidumbre incompatible con el ejercicio de la acción para dividir la comunidad de herederos, urgida de la aceptación de la herencia y la adquisición de un derecho definitivo sobre esta por quien la reclame.
Además de los coherederos pueden ejercitar la acción de partición las siguientes personas:
- Los herederos del coheredero fallecido antes de hacerse la partición (Código Civil español, artículo 1.055) conforme con el cual bastaba cuando fuesen varios los sucesores, que uno la pidiera, debiendo comparecer bajo una sola representación todos los que intervinieran.

El heredero fallecido antes de la partición ya ha adquirido su cuota indivisa, sobre la que, incluso, pudo haber dispuesto unitariamente por causa de muerte. La acción de partición no siendo de las acciones intuitu personae, es susceptible de ser transmitida a los sucesores universales del causante, quienes le suceden. 
- Los representantes legales de los menores de edad, incapaces o ausentes, en el supuesto de conflicto de intereses, el fiscal, tal y como se hizo notar en líneas anteriores.
- Los cesionarios de los herederos, que hayan sucedido en la cuota deferida al cedente, igualmente de manera onerosa como gratuita, con motivo de la adquisición derivativa de la propiedad que supone una cesión de derechos hereditarios. En este sentido, puede citarse el artículo 474 del Código Civil cubano, que excluye el acrecimiento hereditario en el supuesto en que el heredero renuncie a la herencia a favor de otro heredero o del Estado. Si no acrece es que porque la renuncia solo favorece al adquirente de la parte alícuota de la herencia, quien lógicamente puede, llegada la partición, requerir la división del bien común.
- El cónyuge de unión matrimonial no formalizada que previamente haya instado el reconocimiento judicial del matrimonio.
- El legatario de parte alícuota, los que, amén de que se les estime o no como herederos, procesalmente están legitimados para demandar la partición, pues adolecen de una indeterminación en cuanto al contenido de su cuota.
- Cualquier acreedor de la herencia, siempre que presente título escrito que justifique cumplidamente su crédito que les concede también el derecho a promover el proceso de testamentaría.

## Personas que pueden realizar la partición

### La partición realizada por el propio testador
Si el propio testador hubiere realizado, por acto entre vivos o de última voluntad, la partición de la herencia, se pasa por ella en cuanto no contravenga lo establecido en la ley, dado que la voluntad del causante es la norma suprema que rige la sucesión.
Las objeciones para dictar una íntegra partición por el testador, tomando en consideración el tiempo más o menos prudencial que puede mediar entre el otorgamiento del testamento y el deceso, determinan el que aquel, en la generalidad de los casos, dicte tan solo normas particionales que puedan seguirse luego en la sucesión. O sea, que el testador, una vez determinada la cuota de participación de cada heredero, promulgue reglas para la división material de los bienes y derechos integrantes de la masa hereditaria entre los partícipes. 
El artículo 534 del Código Civil cubano superpone la ley como límite a la realización de la partición por el testador. Si la eficacia de las propias normas dispositivas testamentarias pende del estricto cumplimiento de ciertas reglas de Derecho necesario, se comprende por qué habrá que respetar éstas al llevar a vías de hecho la partición. La finalidad estrictamente divisoria de la herencia no resta a la imperatividad de normas tales como la legítima de los herederos forzosos, que debe ser respetada por el testador aún al hacer la partición.
Fragosas han sido las discusiones doctrinales y jurisprudenciales en España, con vistas a puntualizar si el artículo 1.056 del Código Civil español exige la existencia o no de un testamento para realizar la partición, dividiéndose la doctrina en tres vertientes diferentes: 
- La que sostiene que el testador puede dividir sus bienes por actos inter vivos, conforme al referido artículo 1.056, aunque no otorgue testamento e incluso sin sujeción a las normas de la sucesión intestada.
- La que afirma que el acto de partir la herencia corresponde a todo causante y no solo al testador, por aplicación del artículo 1.075 del Código Civil español que se refiere meramente al difunto y no al testador, por lo que aquel puede llegar a ser válido aun cuando falte el testamento.
- Por último, la que proclama que solo el testador puede partir y no todo causante y que, consiguientemente, la partición hereditaria supone un testamento anterior o posterior al acto de partir.

Antes que todo, habrá que distinguir entre el acto estrictamente divisorio y el acto dispositivo. Estos corresponden a dos facultades individualizadas del testador, el cual puede igualmente instituir heredero en el todo o parte alícuota de la herencia, supuesto en que se dirá tal manifestación de voluntad un acto dispositivo; que puede dividir, sobre la base de estas asignaciones, los objetos hereditarios. 
Atendiendo a esta distinción, Manresa, seguidor de la primera posición, opina que si bien la designación de heredero forzosamente ha de contenerse en testamento, la división el testador la puede realizar en otro acto distinto, o en acto inter vivos, sin necesidad de guardar siquiera las formalidades de las donaciones, “porque no se trata de disponer a título gratuito, sino de dividir aquellos bienes de que ya anteriormente se dispuso en forma legal”.
Argentina y Venezuela reconocen la posibilidad de que la madre, el padre u otros ascendientes puedan partir la herencia entre sus hijos y descendientes por actos entre vivos, dotando en tal caso a la institución de la partición del carácter de una donación inter vivos. El artículo 3514 del Código Civil de Argentina establece que: “El padre y la madre y los otros ascendientes, pueden hacer, por donación entre vivos o por testamento, la partición anticipada de sus propios bienes entre sus hijos y descendientes, y también por actos especiales, de los bienes que los descendientes obtuviesen de otras sucesiones”. Mientras, el artículo 1.127 del Código Civil de Venezuela dispone: “Las particiones pueden hacerse por acto entre vivos o por testamento, con las mismas formalidades, condiciones y reglas establecidas para las donaciones y testamentos. Las particiones por acto entre vivos no pueden comprender sino los bienes presentes”.
La partición volcada por el testador en los marcos del acto jurídico testamentario, en esencia es divisoria; pero de una disposición testamentaria necesariamente precedente. La función típica de la partición consiste en concretar una voluntad dispositiva del causante, partir el caudal supone tanto como asignar bienes o valores a los herederos en pago de sus respectivas cuotas hereditarias por lo que, cuando es llevada a cabo por el testador, el efecto divisorio no es más que un complemento del dispositivo, conjugándose de tal manera que su principal consecuencia es impedir el nacimiento de la comunidad hereditaria. Al faltar la institución de heredero, lo divisorio se torna dispositivo, sencillamente porque es imposible dividir un caudal entre personas a las cuales no les corresponde ninguna titularidad, cuyo surgimiento coincide en el tiempo con la propia división. 
La jurisprudencia española ha vacilado en arribar a una postura categórica en cuanto a si la partición necesariamente ha de traer causa del acto dispositivo testamentario. Al respecto, a la Sentencia de 13 de junio de 1903 del Tribunal Supremo español, que niega la posibilidad de una partición extratestamentaria. Según este fallo: “el texto del artículo 1.056 no autoriza para entender que una persona pueda hacer por acto entre vivos la partición de sus bienes, sin que exista la norma de un testamento que contenga la expresión de la última voluntad de aquélla o la norma de la ley, pues de otra suerte equivaldría la partición hecha sin dicha norma a un modo de testar no previsto, ni autorizado, ni incluido en el capítulo que trata de los testamentos y, en especial, de su forma, lo que es muy diferente de las consecuencias que en derecho producen las disposiciones libres que en vida toman los padres donando a sus hijos el todo o parte de sus bienes”.

### La facultad conferida a los coherederos para llevar a cabo la partición
No habiendo el testador realizado por sí mismo la partición o nombrado contador partidor en el testamento, o, en todo caso, cuando se trate de sucesión intestada, los herederos pueden por sí mismos realizar la partición, supuesto regido por el principio de unanimidad. De aquí, que si los herederos o representantes legales, no llegaren a acuerdo sobre el modo de hacer la partición, pueden requerir la intervención judicial aunque lo haya prohibido el testador.
Para la procedencia de la partición por los herederos se requiere:
- Que el testador en el testamento no haya efectuado la división de la herencia o encomendado su realización a un albacea o a un contador partidor, con exclusión de los herederos.
- Que todos los herederos con derecho a pedirla y, consiguientemente, a realizarla, hayan aceptado la herencia, ostentando un derecho definitivo sobre la cuota ideal.
- Que los herederos tengan la capacidad de obrar requerida para el acto particional o, en su caso, sea esta suplida por medio de sus representantes legales.
- Que no se encuentre vigente un pacto de indivisión, suscrito por todos los coherederos.
- Que los acreedores hereditarios no se opongan a la práctica de la partición hasta tanto sean pagados o afianzados sus créditos.

El Código Civil español, artículo 1.052 exige que todo coheredero tuviese la libre administración y disposición de sus bienes, como corolario de la capacidad jurídica exigida para el acto particional, considerado en esta hipótesis un contrato. Además, el Código Civil español estableció supuestos especiales como el heredero instituido bajo condición suspensiva.
La partición practicada por los coherederos se encuentra, como recién se observó, regida por el principio de unanimidad. Este principio tiene el alcance, a decir de Vallet de Goytisolo, de sobrepasar lo meramente particional e incluir actos dispositivos más allá de lo propiamente divisorio y de lo dispuesto por el causante. La partición practicada por los coherederos posee una naturaleza jurídica contractual y en los contratos las partes pueden establecer los pactos, cláusulas y condiciones que tengan por conveniente, salvo disposición legal en contrario. 
Los coherederos podrán acudir a la vía extrajudicial o a la contenciosa para alcanzar los objetivos inherentes a la división. La calificación de judicial o extrajudicial de la partición encierra una problemática sustantiva con plausible incidencia procesal: si las partes se hallan de común acuerdo en todos los aspectos de la partición, ausente la litis, huelga admitir procedente el camino extrajudicial; si, por el contrario, como es frecuente, existen controversias que impiden la generación de alguna de las declaraciones de voluntad de los partícipes del negocio jurídico, frustrando la perfección del contrato de partición, la vía expedita lo es, sin lugar a duda, la judicial.

### La partición practicada por contador partidor designado por el causante
En la sucesión testamentaria la partición puede realizarla directamente el propio testador o bien encomendarla a otra u otras personas de su confianza, denominadas contadores partidores. 
Las facultades y caracteres del contador partidor han debido ser detalladas por la doctrina y jurisprudencia españolas ante la ausencia de normas legales. Esta función integradora de la jurisprudencia fue acogida por la Sentencia de 23 de noviembre de 1974 del Tribunal Supremo español, en el segundo de sus fundamentos de Derecho, que reconoce que “la jurisprudencia, en su función integradora, vino a llenar parte de esas lagunas, proclamando, con carácter general, que con respecto al mandato especial post mortem guardaba cierta analogía con el cargo de albacea, y, por tanto, que le eran aplicables las disposiciones que regulan éste, en cuanto resultan compatibles con la naturaleza de aquéllas sentencias de 24 de febrero de 1903, 5 de febrero de 1908, 14 de enero y 13 de noviembre de 1912, 23 de octubre de 1923, 22 de febrero de 1929 y 5 de julio de 1937”. 
Las analogías entre el cargo de albacea y el de contador partidor han sido resumidas de la siguiente manera:
- Es de carácter personalísimo, teniendo por fuente la confianza merecida por el testador, y, en consecuencia, la persona designada en el cargo de contador partidor no puede delegar en nadie más el encargo.
- Es un cargo voluntario y, por tanto, renunciable, pues requiere aceptación, si el designado en el cargo no acepta, la partición no se efectúa, no en cuanto practicada por el contador partidor.
- Es un cargo esencialmente gratuito, aunque al igual que los albaceas pueden percibir cierta retribución por sus servicios.
- Es un cargo temporal en un doble sentido: por un lado, la función de contador partidor, teniendo por finalidad la práctica de las operaciones particionales, cesa con la partición y, por otro, en el desempeño del cargo aquel debe atenerse al término establecido por el testador o por la ley para darle cumplimiento.

Con vistas a evitar el conflicto de intereses, un heredero no puede ser nombrado contador partidor. En cuanto a los que lo sean, no se requiere la aceptación de la partición para la validez de esta, estando obligados dichos herederos a pasar por dicha partición, dada la naturaleza unilateral del acto.
Como acto encaminado a una finalidad estrictamente divisoria, carece el contador partidor, al igual que el albacea, de facultades para realizar aquellas adjudicaciones que implican enajenación de los respectivos derechos de cada heredero, requiriéndose entonces la intervención de todos los partícipes para dotar de validez a la partición

## De los efectos de la partición
El acto particional puede incidir hacia dentro, hacia la propia composición hereditaria, diciéndose en tal caso que, respecto a los herederos, posee una eficacia interna; pero también mira hacia fuera, hacia las relaciones jurídicas que vinculan a los sucesores mortis causa con terceros, y esta es la llamada eficacia externa de la partición.
La eficacia interna de la partición se manifiesta en que:
- La partición pone fin a la comunidad hereditaria y ello implica una concreción de las cuotas de cada uno de los herederos en relación con la voluntad dispositiva del causante, mediante la atribución a cada uno de ellos de bienes singulares o porciones indivisas de bienes, con lo que la finitud de la comunidad hereditaria puede dar lugar al nacimiento de tantas comunidades sobre bienes como cuotas indivisas se hayan adjudicado.
- Entre los herederos la atribución de bienes concretos con motivo de la partición plantea la necesidad de que, en principio, cada coheredero deba responder recíproca y proporcionalmente de la obligación de sanear por evicción. La responsabilidad por evicción tiene por base el principio de equidad y justicia distributiva en el plano sucesorio, debiendo reconducirse a las normas que sobre el saneamiento por evicción en la compraventa. Esta responsabilidad es válida extenderla al supuesto de vicios o defectos ocultos del bien, caso en que procedería igualmente el saneamiento.

La eficacia externa de la partición se pone de manifiesto en que:
Los herederos una vez hecha la partición de la herencia, son responsables mancomunadamente de las deudas de la sucesión frente a los acreedores de la herencia. La mancomunidad de las relaciones jurídicas obligatorias es consecuencia de la extinción de la situación de comunidad hereditaria. La conversión del derecho hereditario en abstracto en derecho hereditario en concreto supone una paralela concreción de la responsabilidad por deudas subsiguientes a la partición, hasta el valor de las respectivas cuotas (responsabilidad intra vires hereditatis).

## Operaciones Particionales
- Actos previos a la partición: la disolución y liquidación de la sociedad de gananciales. Cuando la sociedad de ganaciales nacida del matrimonio, reguladora de su régimen económico, cesa por causa de muerte, los bienes comunes se dividirán por mitad entre los cónyuges. La liquidación está en función de determinar, entre los bienes que correspondían a la sociedad cuáles se adjudican al cónyuge supérstite y cuáles a la herencia del fallecido, para a continuación repartirlos entre los coherederos junto con los privativos del muerto. La partición propiamente dicha solo comprende los bienes de la herencia, de lo que se deriva que es necesario primeramente precisar qué bienes integran esta, operación que requiere la agregación a la masa contable de los que, en su momento, integraron la sociedad de gananciales y que por ley corresponden al cónyuge fallecido. Procede también en este caso la colación hereditaria para la imputación al legitimario de los bienes recibidos a través de donaciones.

- Inventario y avalúo: El inventario y avalúo de los bienes que conforman el caudal relicto consiste en la descripción detallada de estos acompañada de sus respectivos valores al momento de efectuarse la partición. Para la valoración, en el seno de la sucesión testamentaria, se toman en consideración las normas dictadas con cargo a la voluntad del testador, en cuanto no causen una lesión a la legítima de los especialmente protegidos, supuesto en el que los criterios de estimación del causante no tendrían cabida.

- Liquidación: Es aquella operación aritmética mediante la cual, una vez fijado el caudal relicto del causante, son deducidas las deudas del causante y cargas de la sucesión, los gastos fúnebres y de última enfermedad y los de administración y partición del caudal, para procederse a la determinación del haber partible entre los herederos, la valoración de lo que les corresponde y la adjudicación para el pago.

- Adjudicación: Consiste en la asignación material de los objetos y demás efectos pertenecientes al causante entre los coherederos, en proporción y pago de las cuotas respectivas, ya sea las señaladas por el testador en el acto testamentario, la fijada por la ley, o ambas.

La adjudicación es el paso último en el iter sucesorio, con ella, desde una perspectiva práctica, los coherederos se subrogan en el conjunto de relaciones jurídicas transmisibles vía mortis causa, cerrando el período de indivisión, a pesar de que pueden subsistir una o varias comunidades de bienes, pero esta comunidad o comunidades ya no lo serían hereditarias, sino por cuotas romanas.

## Las acciones de impugnación de la partición
Al tratar la naturaleza jurídica de la partición, atendiendo a sus efectos, se llegó a la conclusión de que las operaciones particionales comparten una naturaleza determinativa de derechos: el derecho abstracto de los coherederos sobre sus respetivas participaciones se convierte, en virtud de la partición, en un derecho sobre bienes o valores determinados. Esta es la llamada naturaleza sustantiva de la partición. En el aspecto formal, la partición puede ser unilateral, bilateral o plurilateral, en dependencia de quien o quienes la realicen. Siempre será unilateral la realizada por el propio testador directamente o a través de contador partidor, en cambio, será bilateral la realizada por los coherederos, conformando un contrato.
Lo cierto es que la partición estando integrada por declaraciones de voluntad, puede padecer alguna anomalía intrínseca, cuya ineficacia se produce ipso iure "por virtud del Derecho" o "de pleno Derecho" desde el mismo momento de su celebración, sin requerir previamente un pronunciamiento judicial al respecto; la declaración, puede, asimismo, estar viciada, por  error,  violencia, dolo o intimidación, o causar una lesión o daño económico a alguna de las partes, dando lugar a una serie de acciones de impugnación de la partición.
Se pueden agrupar las modalidades de ineficacia a que es vulnerable la partición en tres categorías disímiles: las particiones nulas, anulables y rescindibles. Cada una de ellas engendra una acción individualizada en Derecho. 

### La acción de nulidad absoluta o radical
La partición puede declararse nula de pleno derecho por una anomalía sustancial o esencial del acto particional. Cuando se alude a la nulidad de la partición se está haciendo referencia a una partición practicada contra legem, pues la nulidad absoluta es sinónimo de disconformidad con la ley, esto es, de discordancia con los preceptos que con carácter imperativo ha impuesto el legislador y a cuya inobservancia no alcanza el poder de la autonomía privada, que ni los puede modificar ni excluir.
Las consecuencias legales derivadas de la nulidad de la partición giran alrededor de los efectos inherentes a la declaración de nulidad de cualquier acto jurídico. En tanto la nulidad absoluta se produce ipso iure, la partición nula no provoca los efectos jurídicos previstos por quien la practicó, como ocurre en las regularmente realizadas, sin necesidad de que recaiga una condena judicial, por lo que de existir sentencia, su eficacia es meramente declarativa y no de condena. La no generación de efectos jurídicos entraña, por tanto, el mantenimiento de la comunidad hereditaria entre los coherederos. 
Luego entonces, la declaración de nulidad de la partición, imprescriptible por naturaleza, conlleva una cadena de nulidades, pues su congénita ineficacia importa la nulidad de todos aquellos actos jurídicos que, realizados con posterioridad a la partición nula de pleno derecho, tuvieron su base en ella.

### La acción de anulabilidad
Es anulable la partición en la que la manifestación de voluntad está viciada. Si no llega a ejercitarse la acción en el término establecido, a instancia de parte interesada, la partición no pierde sus efectos. De lo contrario, si la anulabilidad prospera y es dictada sentencia de condena, la partición, plenamente válida en su momento, se torna ineficaz.

### La acción de rescisión
Cierto que ningún coheredero está obligado a permanecer en la indivisión hereditaria y, en cualquier momento, puede ejercitar la actio familiae escircundae y separar, dividir y repartir la cosa común entre el resto de los coherederos. Esta división y posterior repartimiento debe producirse con la intervención de todos los interesados; por consiguiente, si alguno no es llamado a participar en el acto y, por demás, no se le asigna lo que en Derecho le corresponda, se entiende que se ha preterido en la adjudicación.
La preterición que, en el terreno de la sucesión testamentaria, se relaciona comúnmente con la presencia de herederos forzosos, tiene cabida, de igual forma, en sede de partición hereditaria. Preterir significa olvidar, un olvido con trascendencia económica o patrimonial. A este olvido se le impone la sanción de rescisión al adjudicatario que ha adquirido la titularidad de un bien común, desentendiéndose del legítimo derecho que le asiste al resto de los coherederos. La acción de rescisión, en este sentido, representa como una sanción que propende a la ineficacia del negocio jurídico de partición, para reparar un perjuicio económico que se ha producido.
La rescisión de la partición conduce el cese de una eficacia precedente, la partición rescindida no abandona su primitivo carácter de válida, solo que, en virtud de la facultad concedida en la ley y a solicitud de la parte interesada (el heredero que ha sufrido el perjuicio económico o sus herederos o causahabientes en caso de fallecimiento de aquel) se hace cesar su originaria eficacia, en atención a los perjuicios económicos generados.
La acción de rescisión de la partición es una de las acciones de última fila, subsidiaria, que se ejercita cuando no existe otro recurso legal para reparar el equilibrio quebrantado. Su esencia no la hace devenir imprescriptible.
Es dable señalar, a su vez, que la rescisión de la partición no conduce a la ineficacia de los negocios jurídicos subsiguientes a la partición rescindida, porque han sido celebrados en atención a una real validez y no a una mera apariencia de ella, como ocurre con la nulidad. De este modo, no cabe su ejercicio contra un tercero que haya adquirido de buena fe del heredero adjudicatario algún o algunos de los bienes pertenecientes al caudal hereditario.

## El principio delfavor partitioniso el suplemento de la partición
Los derechos de los coherederos y la seguridad del tráfico jurídico se vieran sensiblemente afectados de admitirse que una partición válida pueda declararse nula, por el solo hecho, v. gr. de haberse omitido la inclusión de algún bien o valor de la herencia. Con el objeto de prevenir un retorno al estado de indivisión, en evitación de los inconvenientes que pueda acarrear la realización de una nueva partición para los herederos y para los terceros que de buena fe han contratado con ellos, se estableció, primero jurisprudencialmente y luego en las legislaciones de diversos países, el denominado principio del favor partitionis o de conservación de la partición. 
A decir de Vallet de Goytisolo: “la raíz de ese principio se halla en la misma pauta de la justicia general, es decir, en el principio del bien común, que como corolarios tiene los del interés familiar, de la estabilidad de la propiedad y de la seguridad jurídica, que a su vez, requiere, en cuanto sea posible, la conservación de las particiones. De aquí que se precise su “concretización”, no solo en cada supuesto general, sino en cada caso concreto en que se plantea una cuestión de invalidación o de conservación de particiones para apreciar si es posible, en él, que de otro modo sea reparado el daño”.
Bolivia, México y Venezuela, son una muestra de los países latinoamericanos que legislativamente han acogido el principio del favor partitionis, elevándolo a norma legal. Así los ordenamientos civiles de estos Estados han señalado expresamente que la omisión de algún objeto de la herencia en la partición no da lugar a su anulación, sino a una partición suplementaria, siempre que ello resulte posible. 
En la República Oriental de Uruguay, el Código Civil otorga, en este sentido, una facultad de elección a los interesados de decidir si suplementan la partición o realizan una nueva en caso de rescisión por lesión, artículo 1.163. En la hipótesis de omisión de alguno de los objetos de la partición, sostiene el mismo criterio de los Códigos antes mencionados, juzgando que ello “no da derecho para que se rescinda lo ya hecho, sino para que se continúe en los objetos omitidos”, de conformidad con el artículo 1.166 del propio cuerpo legal.
Por su parte, el Tribunal Supremo español, en Sentencia de 22 de octubre de 2002, (Ref. El Derecho 2002/44018) ratificó la opinión sentada en sentencias anteriores, en cuanto a negarle virtualidad al principio del favor partitionis cuando la partición contradice la voluntad del testador. Dispuso este fallo que: “esta doctrina es inaplicable cuando se han infringido disposiciones testamentarias que respetan las normas legales imperativas, así como, cuando los agravios patrimoniales no se pueden salvar sin anular la partición”.
Este principio, de conservación de la partición opera solo en cuanto es posible, si no existe más remedio que anular o rescindir la partición, deberá ceder ante la ineficacia de las operaciones particionales, todo lo cual supone un análisis casuístico de la situación creada. 